# Falkenhagener Wiesen
Koordinaten: 52° 36′ 9,5″ N, 13° 2′ 59,5″ O
Die Falkenhagener Wiesen liegen im Nordwesten von Falkensee und waren bis 1988 eine Exklave West-Berlins auf dem Territorium der damaligen DDR. Das Gebiet war mit 45,44 Hektar die mit Abstand größte Berliner Exklave und lag zudem mit rund sechs Kilometern Entfernung am weitesten von der Stadtgrenze Berlins entfernt.
Die Exklave lag auf der nordöstlichen Seite der Nauener Straße, die Falkensee mit Brieselang verbindet, nordwestlich der Gleise des Berliner Außenrings und reichte bis zum Havelkanal.

## Rückblick
Früher wurde bei Zahlung der Grundsteuer für ein Gebiet dieses jener Gemeinde zugerechnet, in der die Eigentümer ansässig waren. Im Fall der Falkenhagener Wiesen war das der Spandauer Ortsteil Kladow. Mit der Bildung Groß-Berlins im Jahr 1920 entstanden so auf Brandenburger Gebiet zahlreiche Exklaven, die verwaltungsmäßig zwar zu Berlin gehörten, aber außerhalb des zusammenhängenden Stadtgebiets lagen. Sie blieben auch nach dem Ende des Zweiten Weltkriegs erhalten. In Folge der deutschen Teilung 1949 komplizierte sich die Situation allerdings weiter, denn nun lagen die Gebiete nicht nur innerhalb einer anderen Gemeinde, sondern eines anderen Staates. Seit 1961 waren die Falkenhagener Wiesen zudem von den anderen Teilen West-Berlins durch die Berliner Mauer getrennt.
Ein Teil der Fläche wurde bis in die 1980er Jahre für den Anbau von Rüben und Getreide genutzt. Anders als beispielsweise bei der Wüsten Mark gab es keinerlei Markierungen oder Absperrungen des Gebietes. Dennoch wurde es auf in der DDR erschienenen öffentlichen Karten als „zu Westberlin“ gehörig dargestellt.
Nach dem Vier-Mächte-Abkommen im Jahr 1971 bemühten sich Ost und West um Grenzkorrekturen. Zweimal – 1972 und erneut 1988 – wurden zwischen West-Berlin und der DDR Gebietsaustausche durchgeführt. Bei letzterem fielen die Falkenhagener Wiesen dann an die DDR und gehören heute dementsprechend zu Brandenburg.